# New York Nets 1972-1973
La stagione 1972-73 dei New York Nets fu la 6ª nella ABA per la franchigia.
I New York Nets arrivarono quarti nella Eastern Division con un record di 30-54. Nei play-off persero la semifinale di division con i Carolina Cougars (4-1).

## Roster
| N° | Naz.                   | Ruolo | Sportivo           | Anno | Alt. | Peso |
| -- | ---------------------- | ----- | ------------------ | ---- | ---- | ---- |
| 3  | Stati Uniti (bandiera) | G     | George Bruns       | 1946 | 183  | 73   |
| 5  | Stati Uniti (bandiera) | AC    | Billy Paultz       | 1948 | 211  | 107  |
| 11 | Stati Uniti (bandiera) | AC    | Jim Ard            | 1948 | 203  | 98   |
| 13 | Stati Uniti (bandiera) | G     | John Roche         | 1949 | 191  | 77   |
| 14 | Stati Uniti (bandiera) | G     | Brian Taylor       | 1951 | 188  | 84   |
| 20 | Stati Uniti (bandiera) | A     | Johnny Baum        | 1946 | 196  | 91   |
| 21 | Stati Uniti (bandiera) | G     | Joe DePre          | 1947 | 191  | 84   |
| 21 | Stati Uniti (bandiera) | G     | Brian Mahoney      | 1948 | 191  | 79   |
| 22 | Stati Uniti (bandiera) | AC    | Jim Chones         | 1949 | 211  | 100  |
| 25 | Stati Uniti (bandiera) | G     | Bill Melchionni    | 1944 | 185  | 75   |
| 30 | Stati Uniti (bandiera) | GA    | Bob Lackey         | 1949 | 196  | 91   |
| 32 | Stati Uniti (bandiera) | AC    | Trooper Washington | 1944 | 201  | 98   |
| 40 | Stati Uniti (bandiera) | GA    | George Carter      | 1944 | 193  | 95   |
| 43 | Stati Uniti (bandiera) | A     | Art Becker         | 1942 | 201  | 93   |
| 44 | Stati Uniti (bandiera) | AC    | Gary Gregor        | 1945 | 201  | 102  |

## Staff tecnico
- Allenatore: Lou Carnesecca
- Vice-allenatore: John Kreese